# Hendrik Salm
Hendrik Salm (Amsterdam, 24 september 1866 – Den Haag, 10 juni 1939) was een Nederlands bestuurder en politicus.
Hij werd geboren als zoon van Gerlof Bartholomues Salm (1831-1897, architect) en Jacoba Maria de Jongh (1840-1919). Hij vertrok naar Suriname waar hij aanvankelijk werkzaam was bij de suikerplantage De Eendracht bij de Pericakreek. In 1894 ging hij werken bij de Ysfabriek die ook bekend stond als Sträter, Essed en Co. Dat bedrijf, waarvan hij directeur is geweest, werd onderdeel van de in Amsterdam gevestigde Curaçaosche Handel Maatschappij (CHM).
Daarnaast had hij ook andere functies. Zo was hij voorzitter van zowel de Kamer van Koophandel als van de Kamer van Arbeid. Bij tussentijdse verkiezingen werd hij in 1914 verkozen tot lid van de Koloniale Staten.
In 1915 keerde hij terug naar Nederland om leiding te geven aan de afdeling Suriname van CHM. Hij vestigde zich in die periode in Bussum.
Hendrik Salm was getrouwd met Mathilda Amalia Loth, dochter van Willem Lodewijk Loth. Later verhuisde Salm naar Den Haag waar hij in 1939 op 72-jarige leeftijd overleed.
Hij was een van de medewerkers aan de Encyclopaedie van Nederlandsch West-Indië. Zijn halfbroer Abraham Salm was net als hun vader architect.